# Guthago
Guthago is de naam van een heilige die in verband wordt gebracht met missioneringsarbeid in de West-Vlaamse kuststreek.
Guthago zou van origine een Schotse prins zijn geweest. Wat over hem bekend is zijn legenden. Wanneer hij precies geleefd heeft is niet exact bekend, genoemd wordt van de 6e tot de 9e eeuw. Hij zou begraven zijn te Oostkerke, en de legende vertelt dat zijn metgezel, een zekere Gillon, hem ook na zijn dood niet wilde verlaten en een kluizenarij oprichtte bij het graf. Er zouden bij dit graf wonderen hebben plaatsgevonden, en naar aanleiding daarvan zou een kapel, later een kerk, op dit graf zijn gebouwd, waar de huidige Sint-Quintinuskerk een opvolger van is.
In 1159 werd Guthago heilig verklaard. Zijn feestdag is op 3 juli.